# Panhard M3 et VCR
 (janvier 2013).
Si vous disposez d'ouvrages ou d'articles de référence ou si vous connaissez des sites web de qualité traitant du thème abordé ici, merci de compléter l'article en donnant les références utiles à sa vérifiabilité et en les liant à la section « Notes et références ».
Le véhicule de transport de troupes français M3 de Panhard est une variante de l'AML-60 dont il utilise l'essentiel des composants. Conçu en 1969. La version 6X6 sortie en 1979 et destinée à l'exportation se nomme VCR. Il a été produit à 1 200 exemplaires de 1971 à 1986.

## Historique
Le Panhard M3 est le résultat d'une étude de conception de 1959 demandée par la Direction des études et fabrications d'armement (DEFA) pour un blindé amphibie basé sur le même châssis que le Panhard AML. Toutefois, la proposition n'a pas été adoptée par l'armée française. En 1967, les travaux de conception d'un prototype unique ont néanmoins commencé, avec l'objectif des ventes à l'exportation. Le premier prototype VTT a été achevé en août 1969.
En septembre 1974, l’Irak commande cent tourelles antichars Euromissile UTM 800 (Unité de Tir Monoplace 800 mm) armées chacune de quatre missiles antichars HOT. À la recherche d'un châssis porteur pour monter ce système d'arme, l'Irak achète sur plan à Panhard & Levassor une version à six roues motrices du véhicule 4 × 4 blindé M3 et finance son développement qui débute en 1975.
La version 6 × 6 du M3 est dévoilée en 1977 au salon d'armement Satory VI sous l'appellation Panhard VCR (Véhicule de Combat à Roues)
Durant la phase de développement, Jean Panhard, alors président-directeur général, et François Bedeaux, directeur général, décident de développer une version de reconnaissance basée sur le châssis 6 × 6 qui portera l'appellation d'ERC-90 pour Engin de Reconnaissance armé d'un Canon de 90 mm et qui est présenté en même temps que le VCR.

## Description technique

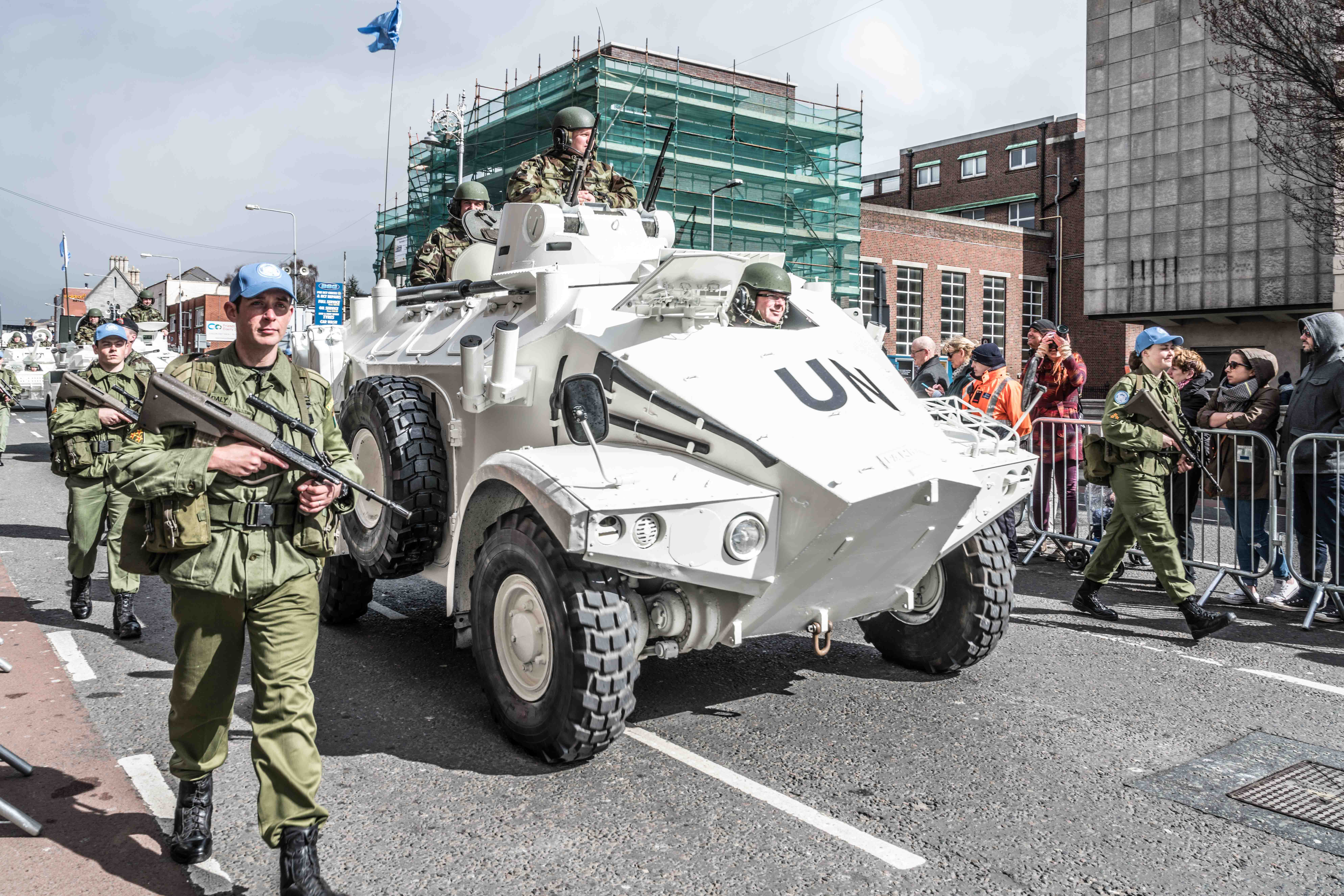
M3 Panhard de l'armée irlandaise sous couleurs de la Force intérimaire des Nations unies au Liban lors d'un défilé en 2016.

Le M3 a une transmission 4x4. La liste des équipements est classique pour ce type d'engin : appareils de vision nocturne passifs, climatisation, lance-pots fumigène. Il est amphibie (propulsion par les roues). Il possède des trappes de tir sur les côtés et le toit.

## Versions
Le M3 est proposée en plusieurs versions : VTT, ambulance, poste de commandement.
- M3/VTT : voir tableau. Armé seulement de mitrailleuse
- M3 VTT 60B : mortier Brandt Mle CM60A1
- M3 police : Cette version, baptisée Internal security vehicle (véhicule de sécurité intérieure) est spécialement conçu pour les opérations de maintien de l’ordre. En 1971, la Gendarmerie nationale l’opposa au Berliet VXB-170, qui fut adopté trois ans plus tard sous l’appellation VBRG.
- M4 : L'armée de Terre lance en 1970 un appel d'offre pour le programme VAB (véhicule de l'avant blindé).

Saviem, Berliet et Panhard présentent leur prototype. Après plusieurs phases de tests, et face au Panhard M4 (dimensions : 5,3 x 2,5 x 2,5 m, masse de 13t), le prototype VAB de Saviem est retenu en 1974
- VCR : véhicule blindé de transport de troupes 6x6 à roues produit à partir de 1979 et destiné à l'exportation.

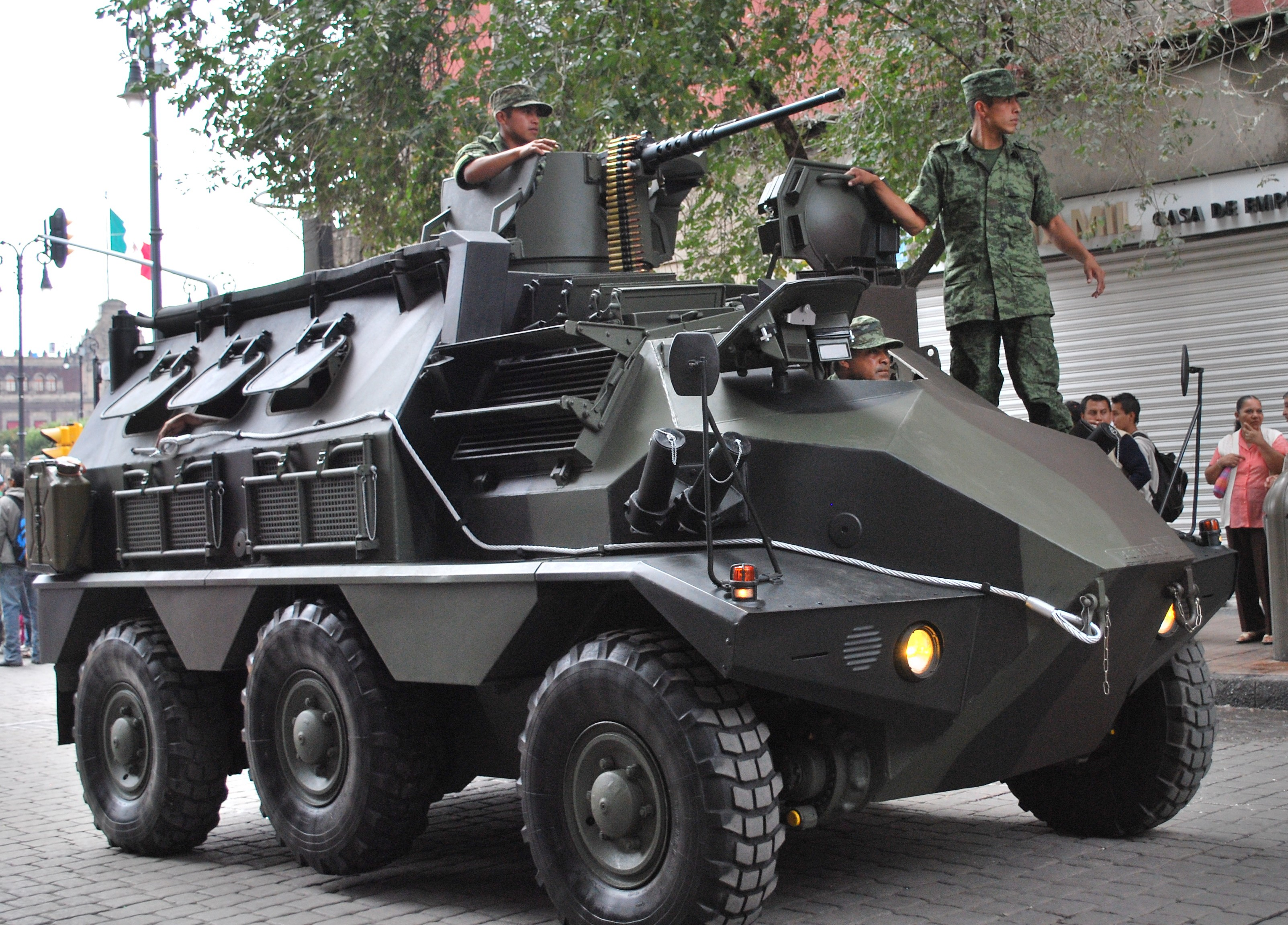
Panhard VCR TT 6x6
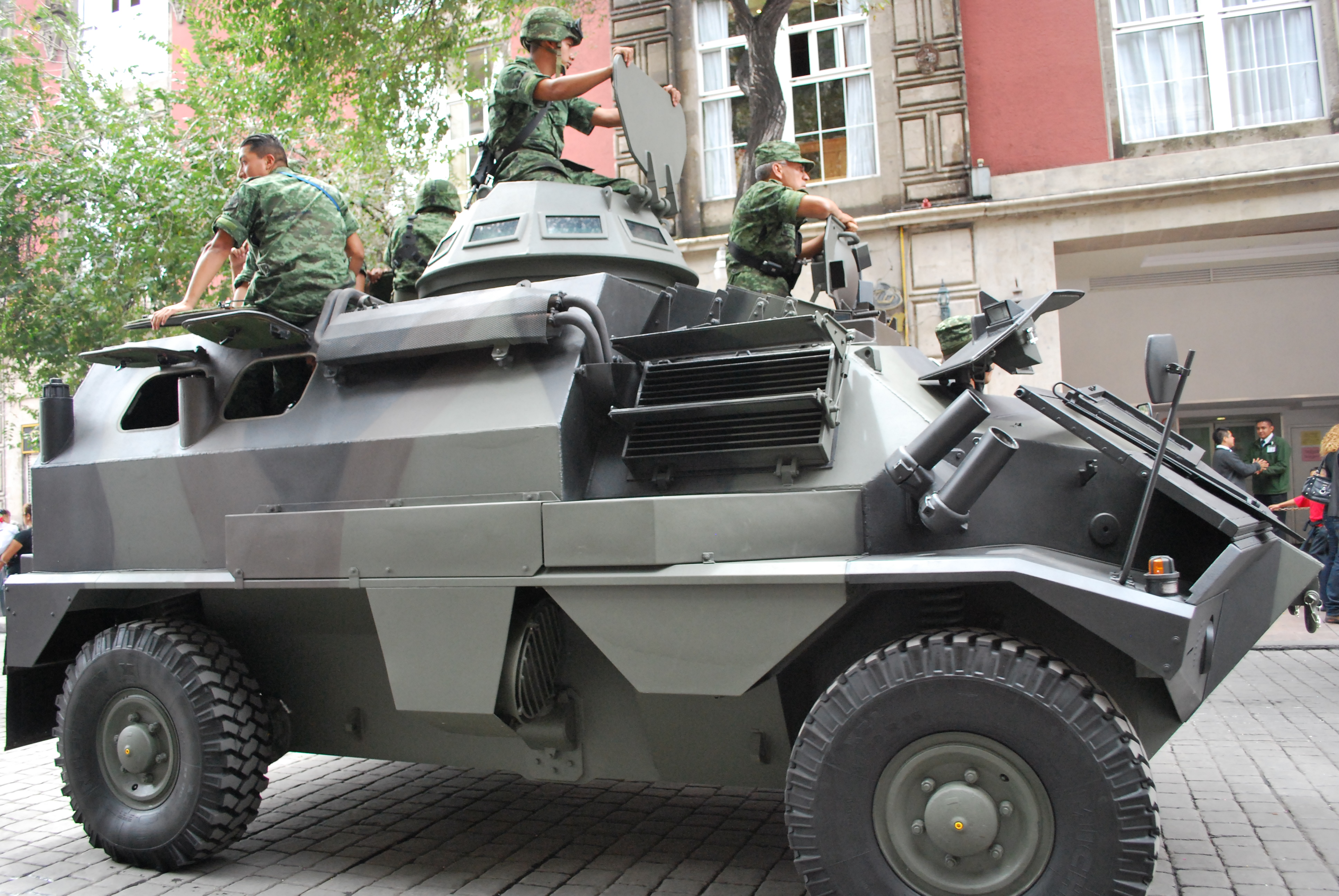
Panhard VTT 4x4

## Pays utilisateurs
Le M3 s'est bien vendu en Afrique et en Asie à des clients de longue date de la France :
- Algérie : 55
- Angola : 8
- Arabie saoudite : 170
- Bahreïn : 113
- Burkina Faso : 19
- Burundi : 9
- République du Congo : 9
- République démocratique du Congo : 56
- Côte d'Ivoire : 22
- Émirats arabes unis : 246
- Gabon : 7
- Irak : 115 entre 1983 et 1984[4]
- Irlande : 60
- Kenya : 12
- Liban : 57
- Malaisie : 44
- Maroc : 54
- Mauritanie : 44
- Niger : 26
- Nigeria : 18
- Paraguay : 3
- Portugal : 6
- Rwanda : 16
- Sénégal : 10
- Somalie : 9
- Soudan : 18
- Tchad : 15
- Togo : 5
- Tunisie : 24
- Venezuela : 4
- Yémen: 2

Le Buffalo a été vendu aux 4 pays suivants : 
- Afrique du Sud : 3
- Bénin : 1
- Colombie : 8
- Rwanda : 18

## Anciens utilisateurs
- Espagne : 23